# Urbos
CAF Urbos es la marca comercial de una gama de tren ligero diseñada y producida por el fabricante ferroviario vasco CAF para su uso en transporte público urbano. Su diseño es apto para ser utilizado en sistemas de metro ligero y tranvía. 
En la actualidad cuenta con tres generaciones (Urbos I, Urbos II y Urbos III). La primera remesa de Urbos fue fabricada a petición del operador Euskotren, para el cual se crearon seis unidades con el fin de servir a la primera línea del tranvía de Bilbao. La segunda generación fue vendida a diversos operadores españoles y europeos, aunque destaca su uso en la flota del metro de Sevilla. La tercera generación, que incorpora la novedad de permitir la circulación sin hilo de contacto, fue inaugurada en el Metrocentro de Sevilla, vendiéndose posteriormente también para el metro de Málaga, el metro de Granada y el tranvía de Zaragoza. Esta última generación ha contado con un notable éxito comercial sobre las anteriores, manufacturándose para sistemas de transporte público de Estados Unidos, Brasil o Francia.

## Historia
CAF, con sede en Beasáin (Guipúzcoa), es un fabricante ferroviario de todo tipo de trenes que tiene un amplio mercado en las redes de metro de todo el mundo, como las de Madrid, Roma, Bruselas o Sao Paulo. Sus comienzos en el mercado de los tranvías llegan en 1993 con MetroValencia, a quien entrega 16 unidades de tranvía con un 70% de piso bajo entre 1993 y 1999. Estos tranvías se realizan inicialmente en colaboración con otras empresas, como Siemens, que fabrica los bojes completos y todo el sistema de tracción. También construye bajo el mismo sistema 6 unidades para el tranvía de Lisboa en 1995. No obstante, con la experiencia de estas colaboraciones con otras empresas, CAF se decide a crear una línea propia de tranvías, Urbos, diseñada y construida completamente por la propia empresa.
El primer encargo de la línea Urbos es de 8 tranvías por parte de Euskotren para equipar el tranvía de Bilbao, suministrados entre 2004 y 2006. El montaje se realiza en cualquiera de las fábricas que tiene CAF en España, como la de Zaragoza o la de Linares.

## Series
Actualmente existen 6 series de tranvías Urbos. No todos los tranvías de una misma serie tienen las mismas características, ya que se modifican para adaptarse a los requisitos de las redes por las que circularán.

### Urbos 1

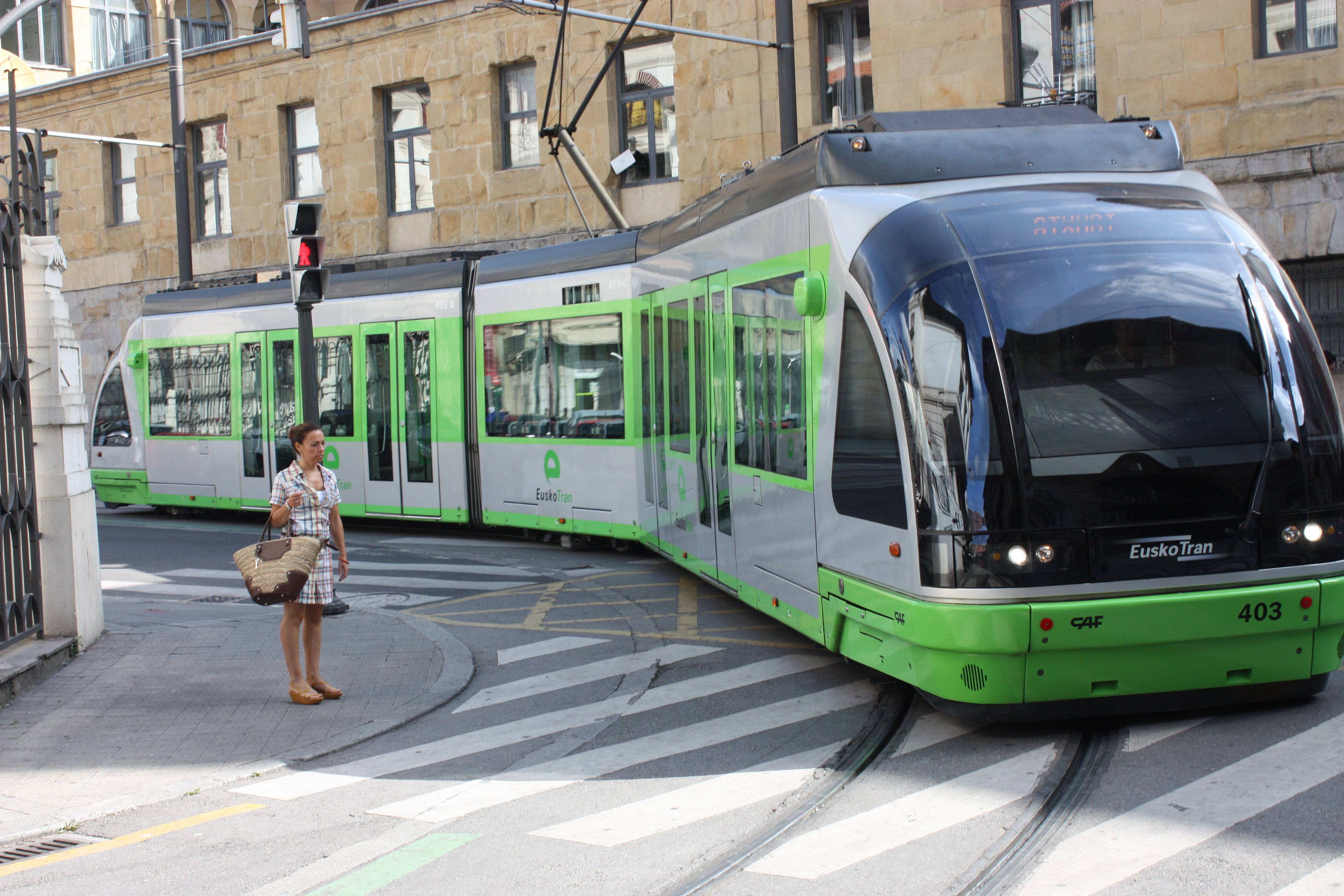
Tranvía CAF Urbos 1 en el tranvía de Bilbao.

A esta serie pertenecen únicamente los tranvías encargados por Euskotren para circular por el tranvía de Bilbao.
Se fabricaron 8 unidades, las cuales tienen un 70% de piso bajo. Disponen de 3 módulos, de los cuales los extremos disponen de un bogie motor y el central de un bogie remolque.

### Urbos 2

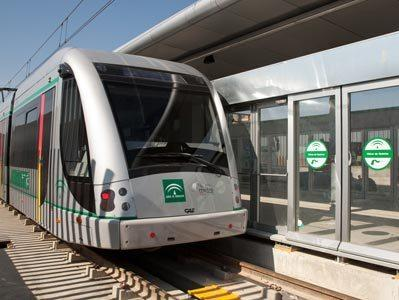
CAF Urbos 2 en el Metro de Sevilla.

Para el siguiente encargo de tranvías que recibió CAF, las tres unidades del tranvía de Vélez-Málaga, que actualmente operan en la ciudad australiana de Sídney, el modelo se había mejorado dando lugar a la serie Urbos 2. Tienen una composición de 5 módulos, también en configuación Motor - Suspendido - Remolque - Suspendido - Motor.
Una unidad del Urbos 2 ha sido equipada con el sistema ACR para circular sin catenaria ni hilos en pruebas, aunque originalmente no estaban diseñados para ello. Esta unidad ha estado dando servicio comercial en Metrocentro Sevilla hasta la sustitución de las unidades por nuevas del modelo Urbos-3.
Circulan actualmente en:
- Tranvías de Bilbao y Vitoria[nota 1]
- Metro de Sevilla
- Metrocentro de Sevilla (sustituidas por Urbos 3 en marzo de 2011)
- Tranvía de Antalya

Y está prevista su circulación en un futuro en el tranvía de Edimburgo. Los tranvías que equiparán el tranvía de Edimburgo tienen algunas diferencias con el resto, especialmente en el diseño exterior, que les hacen más parecidos a los de la serie 3 que a sus compañeros de la serie 2, ya que cuando fueron diseñados, alguna de las mejoras incluidas en la serie 3 ya estaban suficientemente desarrolladas como para ser aplicadas en el pedido.

### Urbos 3

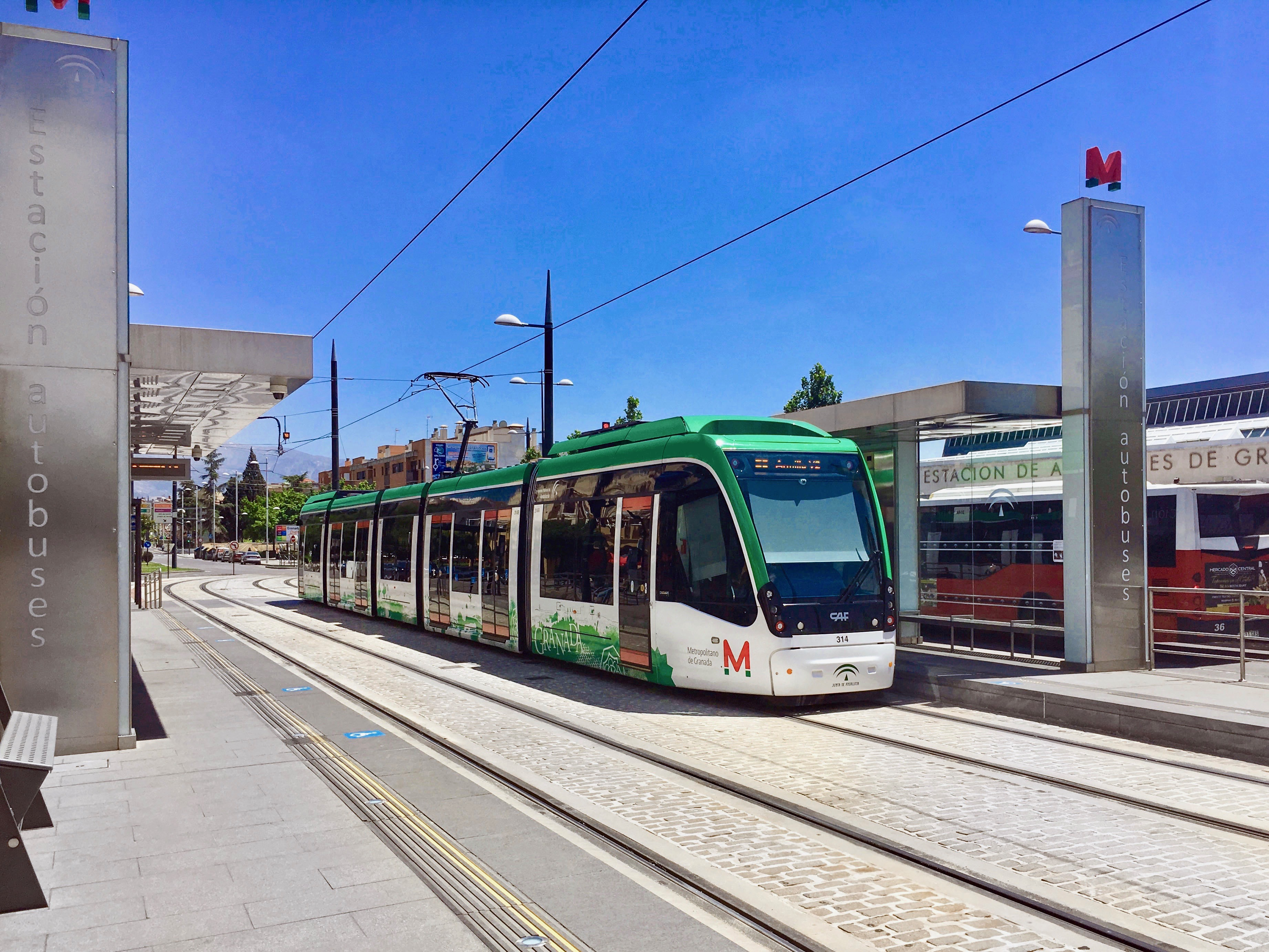
Unidad de Urbos 3 dando servicio al Metro de Granada.

La mayor novedad de esta serie es la posibilidad de incorporar de serie el innovador sistema ACR, que permite circular sin necesidad de catenaria o hilos suspendidos. Aunque este sistema es adaptable a tranvías de otras series y otros fabricantes, CAF planea vender a las ciudades el Urbos 3 como la solución definitiva para el transporte urbano eliminando el problema de utilizar hilos y postes. El sistema ACR carga en cada parada en unos ultracondensadores la energía necesaria para llegar hasta la próxima parada. CAF estuvo investigando otros sistemas, como el APS, la pila de hidrógeno o el volante de inercia, pero los desestimó por su alto coste y por sus inconvenientes.
Además se han introducido otras mejoras en los tranvías. Se ha rediseñado el exterior y el interior se ha mejorado haciéndolo más ergonómico y accesible. Los convertidores de tracción utilizan la tecnología IGBT y permiten la recuperación de la energía de frenado.
La producción en serie se efectúa a en dos anchos de vía: ancho de vía estándar (1.435 mm) o ancho de vía métrico (1.000 mm). Igualmente las cajas se fabrican con diversos anchos: 2.650 mm,  2.400 mm y 2.300 mm de ancho, y, las unidades, gracias a su modularidad, puedan realizarse con longitudes de 3, 5, 7 o 9 módulos, para  longitudes del tranvía que varían entre 23 y 54 metros.
La serie Urbos 3 entró por primera vez en servicio comercial el 21 de marzo de 2011 en el Metrocentro de Sevilla. El 19 de abril entró en servicio comercial una segunda red con tranvías Urbos 3, el Tranvía de Zaragoza. Este modelo también conforma toda la flota del Metro de Granada, inaugurados el 21 de septiembre de 2017, respectivamente. Metro de Málaga ahora también tiene Urbos 100
Además se encuentran en construcción o proyecto unidades de este modelo para equipar varias redes:
- Tranvía de Belgrado[11]
- Tranvía de Nantes
- Tranvía de Besançon
- Tranvías de Cincinnati
- Tranvía de Cuiabá
- Tranvía de Debrecen (18)[12]
- Circular Line (KMRT) de Kaohsiung
- Tranvía de Budapest (47)[13]
- Tranvía de Zaragoza

### Urbos AXL

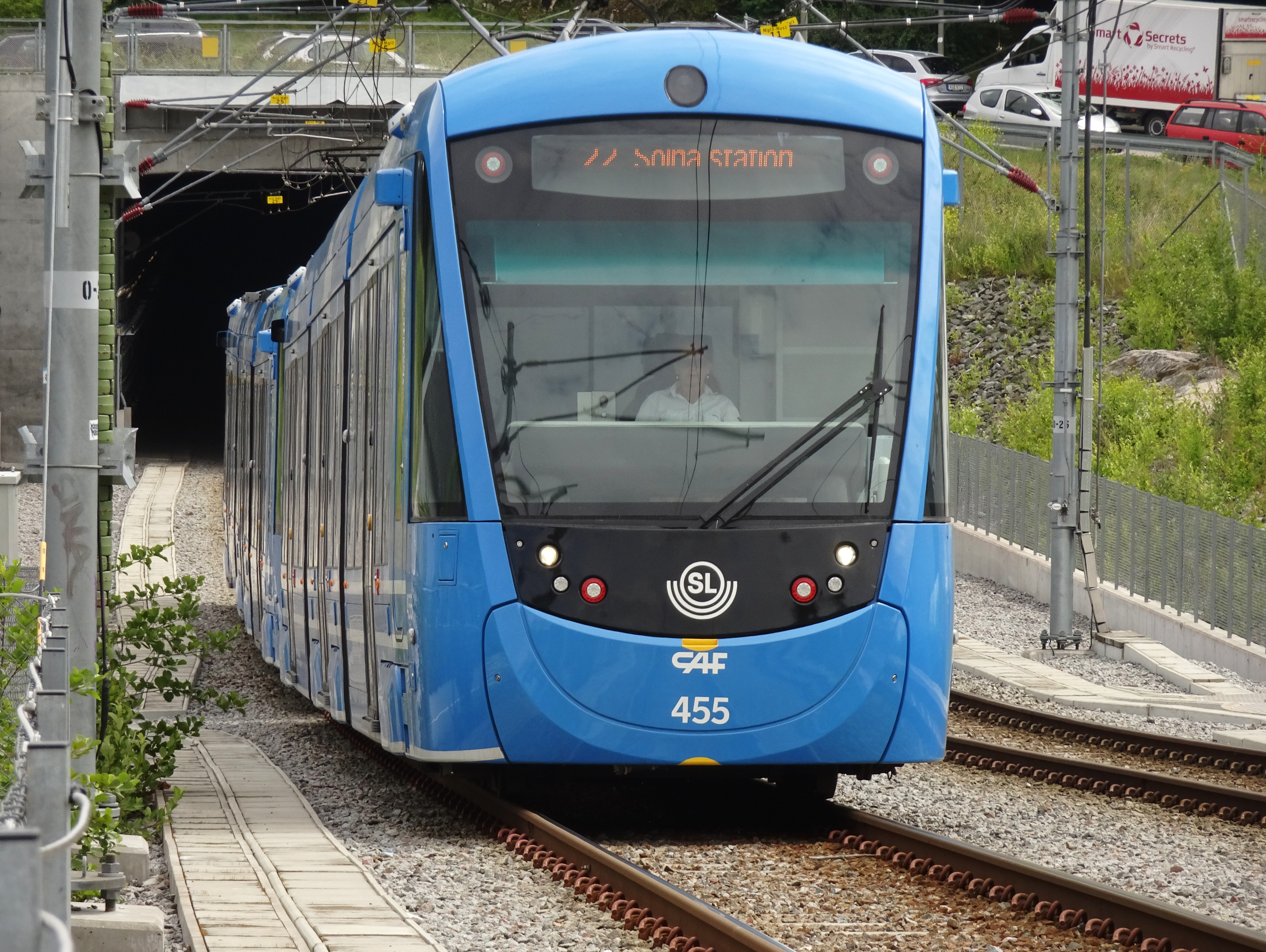
Tranvía CAF Urbos AXL en Estocolmo (Suecia).

Modelo de CAF, que alcanza una velocidad de 90 km/h; con módulos más grandes y bogies con ejes. Están especialmente diseñados para líneas suburbanas.
- Tranvía de Estocolmo
- Tranvía de Tallín

### Urbos TT
El modelo Urbos TT son unidades de tren-tram diseñados para circular tanto por vías ferroviarias convencionales, compartiendo la línea con el resto de trenes, como por las calles urbanas como un tranvía. Para esto se utilizan dos alturas de puertas y es 70% de piso bajo.
- Tranvía Metropolitano de la Bahía de Cádiz.

### Urbos LRV

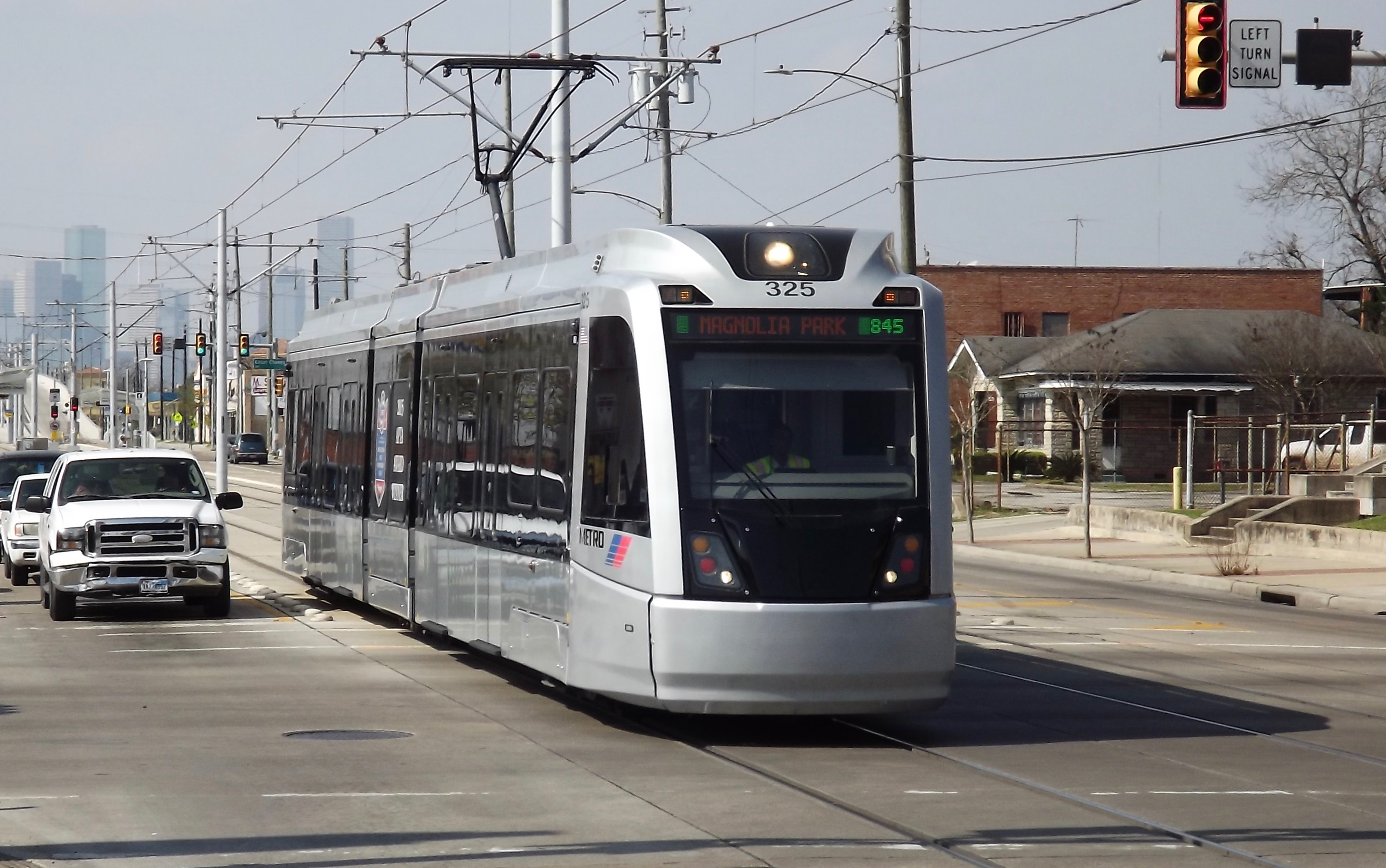
Tranvía CAF Urbos LRV en Houston (Estados Unidos).

El modelo Urbos LRV son unidades de tres bogies diseñadas exclusivamente para Norteamérica. Las unidades son además personalizables. Actualmente estas unidades circulan por la red de tranvía de Houston (Texas).

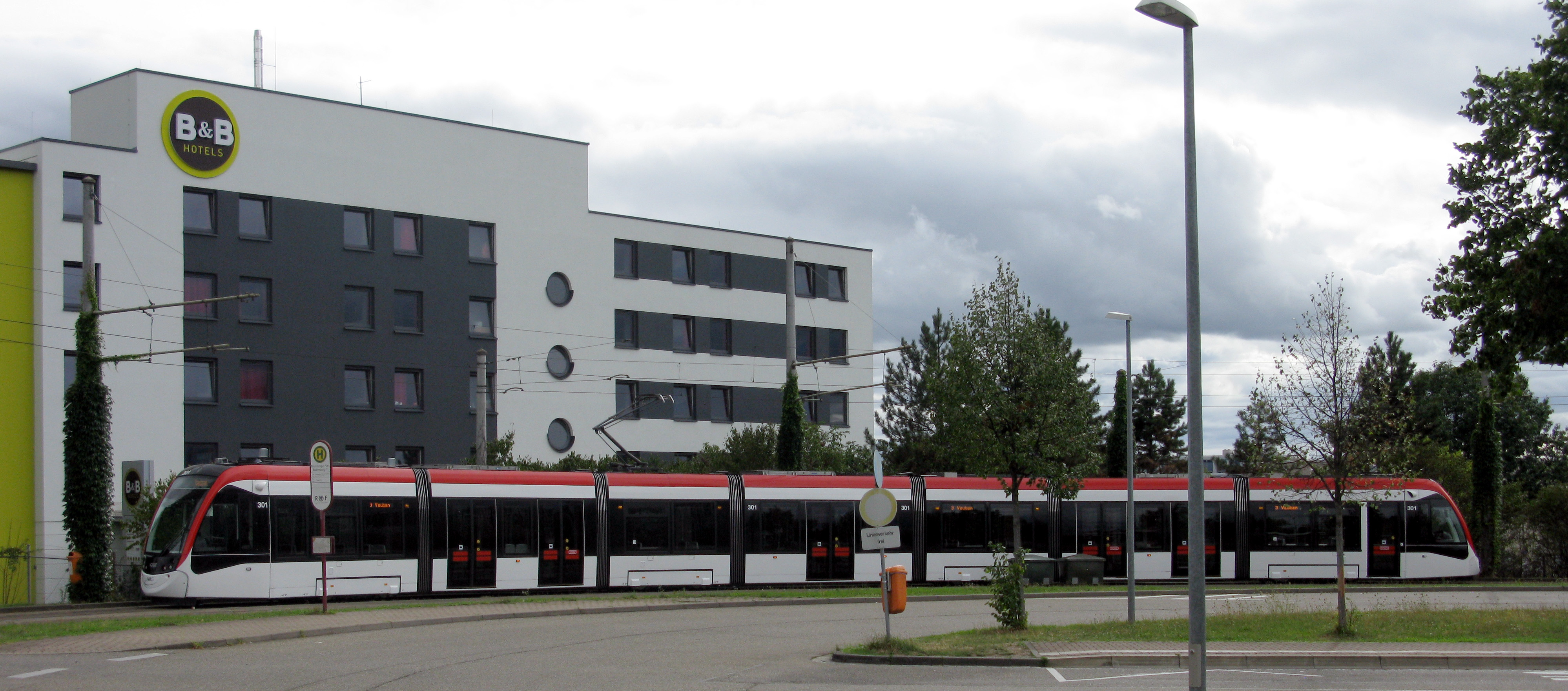
Tranvia CAF Urbos 100 en Friburgo, con 7 coches.

### Urbos 100
Urbos 100 es una solución que garantiza la accesibilidad de todos los pasajeros ya que todo el departamento de pasajeros es 100% piso bajo. Son unidades de 5 coches sobre 3 bogies, aunque existen versiones desde 3 coches hasta 9.